# Републикански път III-992
Републикански път IIІ-992 е третокласен път, част от Републиканската пътна мрежа на България, преминаващ изцяло по територията на Бургаска област. Дължината му е 32,5 km.
Пътят се отклонява надясно при 6,5 км на Републикански път II-99 и се насочва на юг между северните странджански ридове Росен баир на запад и Медни рид на изток. При село Росен преодолява седловината между двата рида и продължава на юг към долината на река Ропотамо. След като премине през село Веселие пресича реката, изкачва нисък вододел и достига до Дяволска река при село Ясна поляна. Тук пътят завива на изток и по северната част на долината на Дяволска река достига до най-западната част на град Приморско, където отново се съединява с Републикански път II-99 при неговия 37,4 km.
| Пътища, отклоняващи се надясно (населено място, № на пътя, посока на пътя)                                      | km   | Пътища, отклоняващи се наляво (посока на пътя, № на пътя, населено място) |
| --- | ---- | ------------------------------------------------------------------------- |
| Община Созопол, II-99, 6,5 km →                                                                                 | 0,0  | → 6,5 km, II-99, Община Созопол                                           |
| (за с. Равна гора) общински път, с. Росен ←                                                                     | 6    | → с. Росен, общински път (за с. Атия)                                     |
| Община Приморско                                                                                                | 9,5  | Община Приморско                                                          |
| с. Веселие | 15   | с. Веселие                                                                |
| (от 264,4 km на I-9) III-9009, 12,2 km, с. Ясна поляна → (за 15,5 km на III-907) общински път, с. Ясна поляна ← | 21,0 | с. Ясна поляна                                                            |
| (до гр. Малко Търново) II-99, 37,4 km, гр. Приморско ←                                                          | 32,5 | ← гр. Приморско, 37,4 km, II-99 (от 248,8 km на I-9)                      |